# Florent Des-François
Florent Des-François [Desfrançois] est un maître de chapelle actif à la cathédrale de Noyon autour de 1633.

## Biographie
On n’a rien de solide le concernant, à ce jour, si ce n’est qu’autour de 1633 il était maître de chapelle de la cathédrale de Noyon. Peut-être y a-t-il succédé à Artus Aux-Cousteaux ?

## Œuvres
Il a publié quatre messes chez Pierre I Ballard :
- Missa Ad libitum, 4 v.
- Missa Cantemus Domino, 4 v.
- Missa Domina mundi, 6 v.
- Missa Judica me Deus, 4 v.

Cf. Guillo 2003 n° 1633-B, -C, -D et -E.
Elles sont toutes perdues, mais citées dans les catalogues de la maison Ballard et cités dans les fiches de Sébastien de Brossard.
Toutes ses œuvres étant perdues, il est difficile de juger de son style. Mais le fait que quatre messes soient publiées ensemble en 1633, à l’heure où si peu de messes paraissent, laisse supposer que c’était un compositeur intéressant.